# Edivere
Edivere est un village de 28 habitants de la Commune de Illuka du Comté de Viru-Est en Estonie. 